# Les Ateliers du SAL
Les Ateliers du SAL est une revue scientifique de littérature latino-américaine, publiée semestriellement entre 2012 et 2020 sous la direction de Eduardo Ramos-Izquierdo.
Autour du concept d’Écritures plurielles, elle a privilégié quatre axes principaux :
- Une approche pluridisciplinaire à partir de la littérature
- Une couverture géoculturelle à l’échelle latino-américaine, entendue comme une aire culturelle qui recouvre les cultures hispaniques de pays non-hispanophones (comme celle des chicanos)
- L'analyse de la diversité des genres littéraires (poésie, fiction, théâtre, essai) et de leurs relations avec d’autres formes artistiques et expressives (arts plastiques, cinéma, musique, hypermédia…)
- Un accent porté sur les thèmes essentiels de l’écriture littéraire

Sous ce programme, la revue a publié 17 numéros et les travaux d'environ 150 chercheurs. Elle a également proposé un espace à la création. Divers auteurs latino-américains ont publié dans ses pages (entre autres : Elsa Cross, Marcelo Figueras, Yuri Herrera, María Rosa Lojo, Pablo Montoya, Leonardo Padura, Zoe Valdés, Luisa Valenzuela, Juan Villoro…). La revue a notamment accueilli les œuvres picturales des peintres Tomás Gómez Robledo et Siegfried Laske. Elle est publiée en français, espagnol et portugais. Elle fait partie de l’axe Séminaire Amérique Latine, du CRIMIC (EA 2165) de Sorbonne-Université.